# Tulipa prolongata
Tulipa prolongata är en liljeväxtart som beskrevs av Aleksei Ivanovich Vvedensky. Tulipa prolongata ingår i släktet tulpaner, och familjen liljeväxter. Inga underarter finns listade.